# Ricardo Peidró
Ricardo Peidró Conde (Cocentaina, 11 de outubro de 1944) é um diplomata espanhol.
Licenciado em Direito, em Gestão de Empresas e em Ciências Políticas, entrou em 1971 na carreira diplomática. Esteve colocado nas representações diplomáticas espanholas na Argentina, Brasil, Turquia e França. Foi diretor do Gabinete de Cooperação com a Guiné Equatorial, embaixador na Líbia, em El Salvador e no Uruguai. Em 1998 passou a ocupar o posto de cônsul-geral da Espanha em Boston, de 2002 a 2004 foi cônsul-geral em Santiago do Chile e de 2004 a 2008, embaixador no Brasil. Entre 2009 e 2010 foi embaixador em Missão Especial para a Coordenação de Assuntos Iberoamericanos e desde então foi cônsul-geral em São Petersburgo.